# Giro di Polonia 2000
Il Giro di Polonia 2000, cinquantasettesima edizione della corsa, si svolse dal 4 al 10 settembre 2000 su un percorso di 1171 km ripartiti in 7 tappe, con partenza da Braniewo e arrivo a Karpacz. Fu vinto dal polacco Piotr Przydzial della MAT-Ceresit CCC davanti al suo connazionale Piotr Wadecki e al russo Sergej Ivanov.

## Tappe
| Tappa  | Data         | Percorso                                 | km   | Vincitore di tappa | Leader cl. generale |
| ------ | ------------ | ---------------------------------------- | ---- | ------------------ | ------------------- |
| 1ª     | 4 settembre  | Braniewo > Elbląg                        | 183  | Piotr Wadecki      | Piotr Wadecki       |
| 2ª     | 5 settembre  | Malbork > Toruń                          | 171  | Jaan Kirsipuu      | Piotr Wadecki       |
| 3ª     | 6 settembre  | Inowrocław > Kalisz                      | 192  | Jaan Kirsipuu      | Piotr Wadecki       |
| 4ª     | 7 settembre  | Ostrów > Jelenia Góra                    | 240  | Jaan Kirsipuu      | Piotr Wadecki       |
| 5ª     | 8 settembre  | Szczawno Zdrój > Walbrzych               | 188  | Marco Pinotti      | Piotr Wadecki       |
| 6ª     | 9 settembre  | Szklarska Poręba > Karpacz               | 173  | Sergej Ivanov      | Piotr Przydzial     |
| 7ª     | 10 settembre | Piechowice > Karpacz (cron. individuale) | 23   | Sergej Ivanov      | Piotr Przydzial     |
| Totale | Totale       | Totale                                   | 1171 |                    |                     |

## Dettagli delle tappe

### 1ª tappa
- 4 settembre: Braniewo > Elbląg – 183 km

| Pos. | Corridore       | Squadra | Tempo    |
| ---- | --------------- | ------- | -------- |
| 1    | Piotr Wadecki   | Mroz    | 4h08'33" |
| 2    | Robert Radosz   | Atlas   | a 7"     |
| 3    | Piotr Przydzial | MAT     | a 8"     |

| Pos. | Corridore       | Squadra | Tempo    |
| ---- | --------------- | ------- | -------- |
| 1    | Piotr Wadecki   | Mroz    | 4h08'17" |
| 2    | Robert Radosz   | Atlas   | a 13"    |
| 3    | Piotr Przydzial | MAT     | a 18"    |

### 2ª tappa
- 5 settembre: Malbork > Toruń – 171 km

| Pos. | Corridore       | Squadra      | Tempo    |
| ---- | --------------- | ------------ | -------- |
| 1    | Jaan Kirsipuu   | AG2R         | 3h47'14" |
| 2    | Simone Zucchi   | Atlas        | s.t.     |
| 3    | Sven Teutenberg | Gerolsteiner | s.t.     |

| Pos. | Corridore       | Squadra | Tempo    |
| ---- | --------------- | ------- | -------- |
| 1    | Piotr Wadecki   | Mroz    | 7h55'31" |
| 2    | Robert Radosz   | Atlas   | a 13"    |
| 3    | Piotr Przydzial | MAT     | a 18"    |

### 3ª tappa
- 6 settembre: Inowrocław > Kalisz – 192 km

| Pos. | Corridore                      | Squadra           | Tempo    |
| ---- | ------------------------------ | ----------------- | -------- |
| 1    | Jaan Kirsipuu                  | AG2R              | 4h35'08" |
| 2    | Miguel Ángel Martín Perdiguero | Vitalicio Seguros | s.t.     |
| 3    | Sergej Ivanov                  | Farm Frites       | s.t.     |

| Pos. | Corridore       | Squadra | Tempo     |
| ---- | --------------- | ------- | --------- |
| 1    | Piotr Wadecki   | Mroz    | 12h30'39" |
| 2    | Robert Radosz   | Atlas   | a 13"     |
| 3    | Piotr Przydzial | MAT     | a 18"     |

### 4ª tappa
- 7 settembre: Ostrów > Jelenia Góra – 240 km

| Pos. | Corridore       | Squadra       | Tempo    |
| ---- | --------------- | ------------- | -------- |
| 1    | Jaan Kirsipuu   | AG2R          | 5h36'32" |
| 2    | Zbigniew Spruch | Lampre-Daikin | s.t.     |
| 3    | Andrei Tchmil   | Lotto-Adecco  | s.t.     |

| Pos. | Corridore       | Squadra | Tempo     |
| ---- | --------------- | ------- | --------- |
| 1    | Piotr Wadecki   | Mroz    | 18h07'11" |
| 2    | Robert Radosz   | Atlas   | a 13"     |
| 3    | Piotr Przydzial | MAT     | a 18"     |

### 5ª tappa
- 8 settembre: Szczawno Zdrój > Walbrzych – 188 km

| Pos. | Corridore                      | Squadra           | Tempo    |
| ---- | ------------------------------ | ----------------- | -------- |
| 1    | Marco Pinotti                  | Lampre-Daikin     | 4h36'10" |
| 2    | Miguel Ángel Martín Perdiguero | Vitalicio Seguros | a 18"    |
| 3    | Serge Baguet                   | Lotto-Adecco      | s.t.     |

| Pos. | Corridore       | Squadra | Tempo     |
| ---- | --------------- | ------- | --------- |
| 1    | Piotr Wadecki   | Mroz    | 22h44'37" |
| 2    | Robert Radosz   | Atlas   | a 13"     |
| 3    | Piotr Przydzial | MAT     | a 18"     |

### 6ª tappa
- 9 settembre: Szklarska Poręba > Karpacz – 173 km

| Pos. | Corridore                      | Squadra           | Tempo    |
| ---- | ------------------------------ | ----------------- | -------- |
| 1    | Sergej Ivanov                  | Farm Frites       | 4h23'20" |
| 2    | Piotr Przydzial                | MAT               | a 25"    |
| 3    | Miguel Ángel Martín Perdiguero | Vitalicio Seguros | a 41"    |

| Pos. | Corridore                      | Squadra           | Tempo     |
| ---- | ------------------------------ | ----------------- | --------- |
| 1    | Piotr Przydzial                | MAT               | 27h08'31" |
| 2    | Piotr Wadecki                  | Mroz              | a 31"     |
| 3    | Miguel Ángel Martín Perdiguero | Vitalicio Seguros | a 2'25"   |

### 7ª tappa
- 10 settembre: Piechowice > Karpacz (cron. individuale) – 23 km

| Pos. | Corridore              | Squadra     | Tempo  |
| ---- | ---------------------- | ----------- | ------ |
| 1    | Sergej Ivanov          | Farm Frites | 35'02" |
| 2    | Vjačeslav Ekimov       | US Postal   | a 3"   |
| 3    | Aitor Gonzalez Jimenez | Kelme       | a 40"  |

| Pos. | Corridore       | Squadra     | Tempo     |
| ---- | --------------- | ----------- | --------- |
| 1    | Piotr Przydzial | MAT         | 27h44'37" |
| 2    | Piotr Wadecki   | Mroz        | a 7"      |
| 3    | Sergej Ivanov   | Farm Frites | a 26"     |

## Classifiche finali

### Classifica generale
| Pos. | Corridore                      | Squadra                          | Tempo     |
| ---- | ------------------------------ | -------------------------------- | --------- |
| 1    | Piotr Przydzial                | MAT-Ceresit CCC                  | 27h44'37" |
| 2    | Piotr Wadecki                  | Mroz-Supradyn Witaminy           | a 7"      |
| 3    | Sergej Ivanov                  | Farm Frites                      | a 26"     |
| 4    | Vjačeslav Ekimov               | US Postal Service                | a 2'04"   |
| 5    | Miguel Ángel Martín Perdiguero | Vitalicio Seguros-Grupo Generali | a 2'08"   |
| 6    | Aitor Gonzalez Jimenez         | Kelme                            | a 3'29"   |
| 7    | Kurt Van De Wouwer             | Lotto-Adecco                     | a 3'43"   |
| 8    | Dario Andriotto                | Alexia Alluminio                 | a 3'54"   |
| 9    | Cezary Zamana                  | MAT-Ceresit CCC                  | a 4'29"   |
| 10   | Radoslaw Romianik              | MAT-Ceresit CCC                  | a 4'30"   |